# Pomniki w Poznaniu

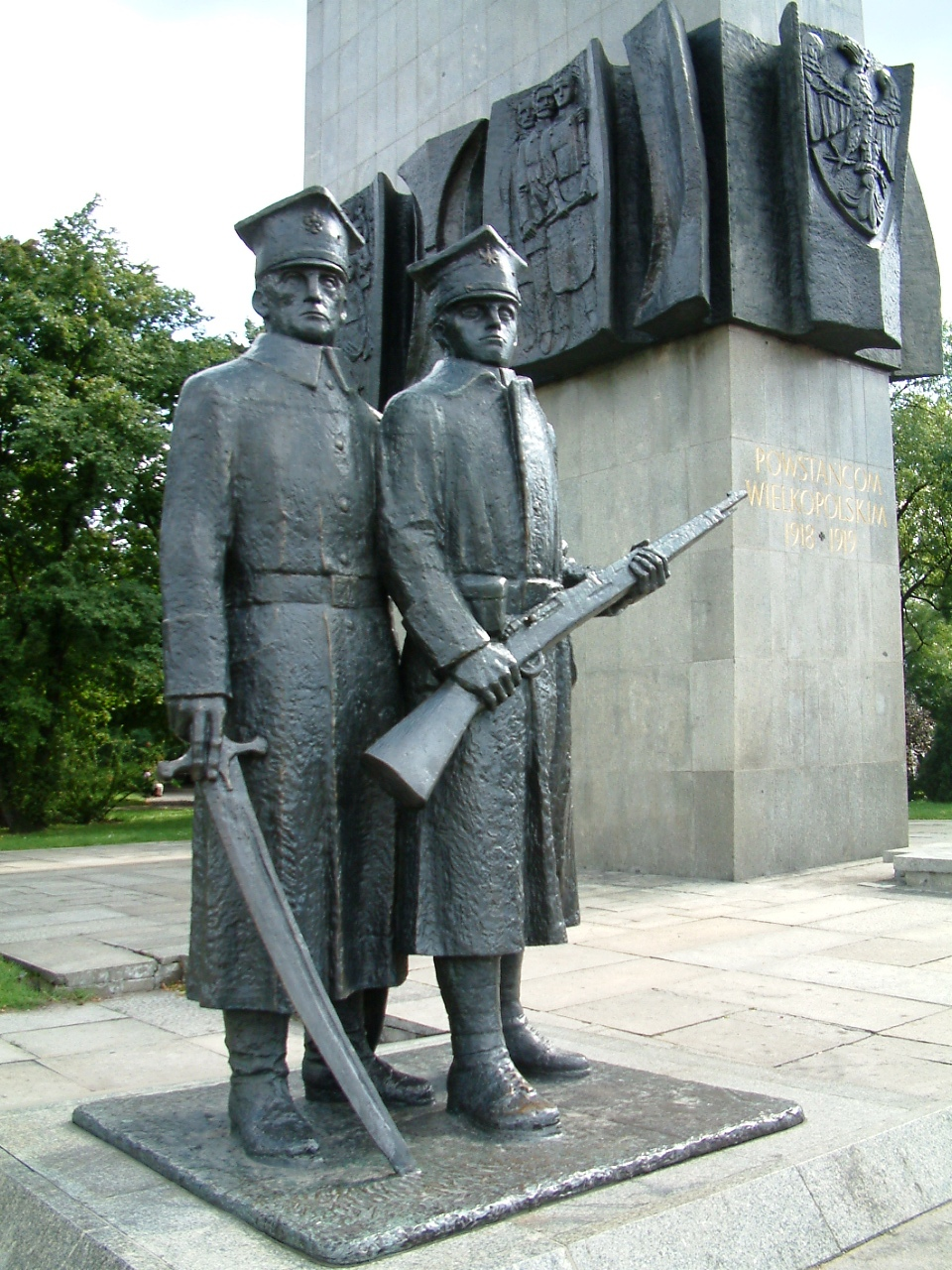
Pomnik Powstańców Wielkopolskich

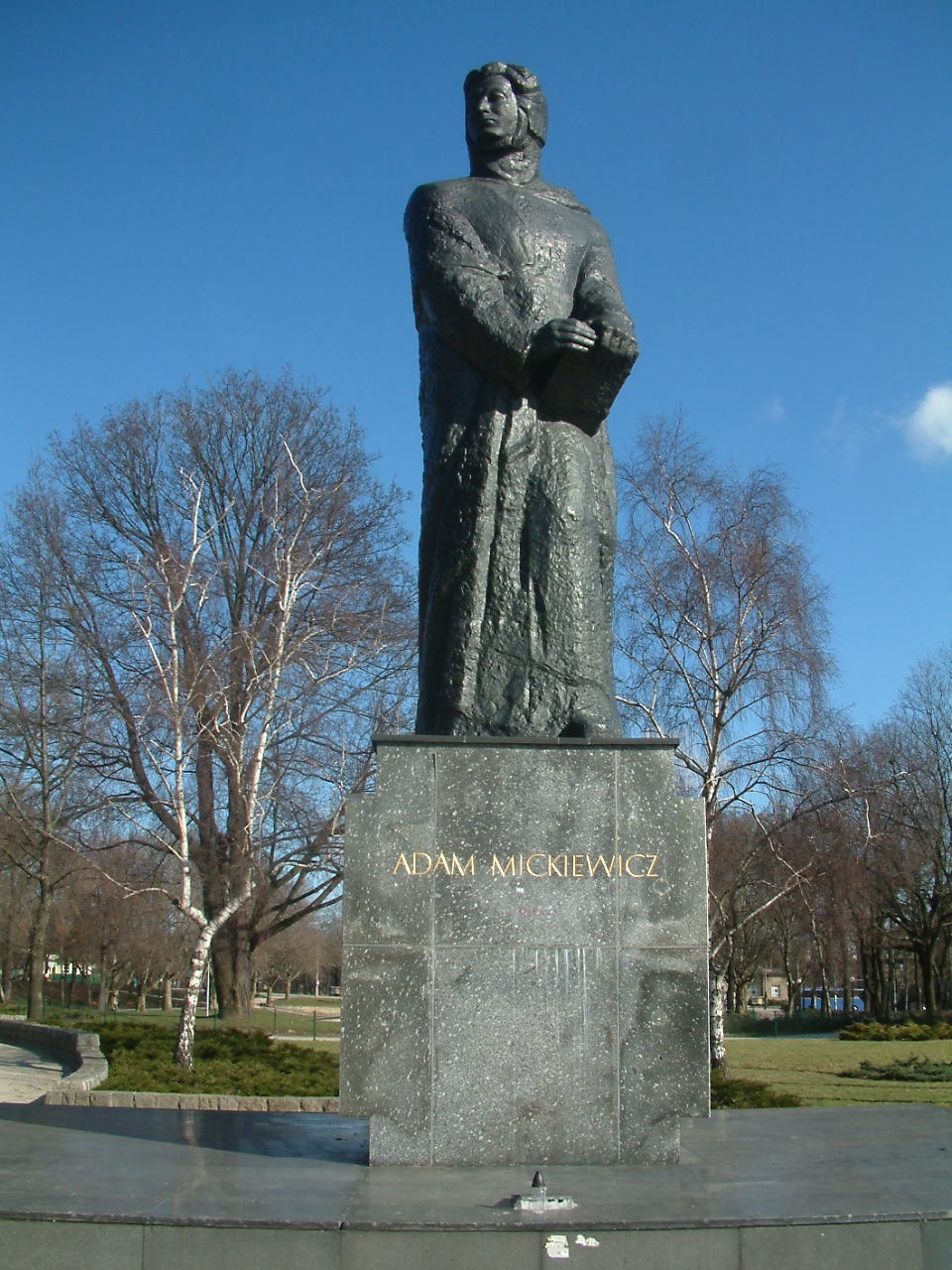
Pomnik Adama Mickiewicza

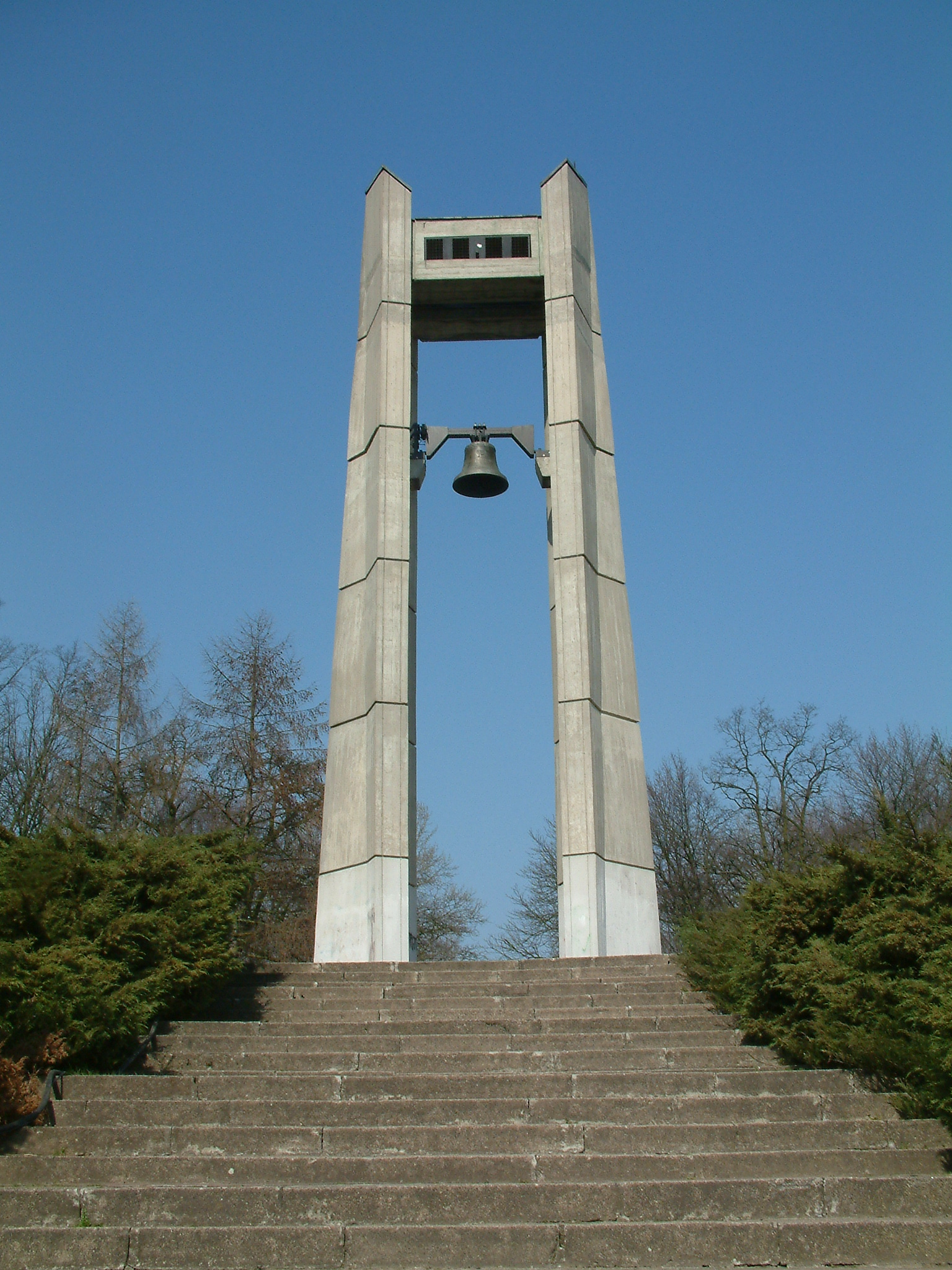
Dzwon Pokoju i Przyjaźni Między Narodami

## Listapomnikówi miejsc pamięci narodowej wPoznaniu

### Obiekty istniejące
- Pomnik Armii Poznań
- Pomnik Akcji Bollwerk
- Pomnik Ofiar Czerwca 1956 (pl. Adama Mickiewicza)
- Pomnik Poległych w Powstaniu Poznańskim w czerwcu 1956 (ul. Kochanowskiego)
- Pomnik Katyński (przed Zamkiem Cesarskim i głaz na Ogrodach)
- Pomnik Najświętszego Zbawiciela
- Pomnik Powstańców Wielkopolskich
- Pomnik Powstańców Wielkopolskich (Górczyn)
- Pomnik Zdobywców Lotniska Ławica
- Kopiec Wolności
- Pomnik Bohaterów – Fort Winiary (Cytadela)
- Pomnik Polskiego Państwa Podziemnego (Al. Niepodległości)
- Pomnik 15. Pułku Ułanów Poznańskich
- Pomnik Cyryla Ratajskiego
- Pomnik Fryderyka Chopina
- Pomnik Tadeusza Kościuszki – wzniesiony w 1929 roku, przy wejściu na Wystawę Krajową (obecnie MTP). W czasie II wojny światowej został zniszczony, a w latach 60. odbudowany i ustawiony przy zbiegu ulic Bukowskiej i Grunwaldzkiej[1].
- Pomnik Adama Mickiewicza (pl. Adama Mickiewicza)
- Pomnik Adama Mickiewicza (ul. Mielżyńskiego 27/29) – dziedziniec PTPN
- Pomnik Juliusza Słowackiego
- Pomnik Thomasa Woodrowa Wilsona (w Parku Wilsona)
- Uwolnienie Andromedy przez Perseusza (w Parku Wilsona)
- Pomniki Jana Pawła II:
  - Pomnik Jana Pawła II na Ostrowie Tumskim – autorka Krystyna Fałdyga-Solska, 2000
  - Pomnik Jana Pawła II przy kościele św. Michała Archanioła i Wniebowzięcia NMP w Kiekrzu
  - Pomnik Jana Pawła II przy kościele NMP Matki Odkupiciela
  - Pomnik Jana Pawła II przy kościele św. Karola Boromeusza
- Pomnik Karola Marcinkowskiego (Aleje Marcinkowskiego)
- Pomnik Karola Marcinkowskiego (I LO), ul. Bukowska
- Pomnik Stanisława Mikołajczyka (Al. Niepodległości 16)
- Pomnik Augusta Hlonda
- Pomnik Starego Marycha
- Pomnik Zygi Latarnika na Grobli
- Studzienka Bamberki
- Pręgierz
- Figura św. Jana Nepomucena – barokowa figura patrona mostów na Starym Rynku
- Fontanna Higiei
- Fontanna z delfinami na Al. Marcinkowskiego
- Pomnik Koziołków
- Pomnik Pyry w Parku Jana Pawła II
- Pomnik kryptologów: Mariana Rejewskiego, Jerzego Różyckiego i Henryka Zygalskiego, którzy złamali kod Enigmy, mieszczący się przed Zamkiem Cesarskim
- Pomnik Hipolita Cegielskiego
- Pomnik Siewcy przed Uniwersytetem Przyrodniczym
- Pomnik Stanisława Moniuszki w parku tego samego imienia
- Pomnik Golgota Wschodu na Osiedlu Wichrowe Wzgórze
- Pomnik Jurija Gagarina na Osiedlu Pod Lipami
- Pomnik Golema
- Pomnik Pomordowanych Policjantów II RP Województwa Poznańskiego na Osiedlu Popiełuszki
- Pomnik Adwokatów Czerwca ’56
- Pomnik 600-lecia bitwy pod Grunwaldem na Osiedlu Władysława Jagiełły
- Ławeczka Heliodora Święcickiego przy ul. Wieniawskiego, w obrębie Dzielnicy Cesarskiej
- Ławeczka Józefa Kostrzewskiego w Ogrodzie Zamkowym, w obrębie Dzielnicy Cesarskiej
- Ławeczka Klemensa Mikuły
- Pomnik Romana Wilhelmiego na skwerze jego imienia
- Pomnik Józefa Rivolego na Sołaczu
- Pomnik ofiar Fortu VII nad Rusałką (północny brzeg)
- Pomnik ofiar Fortu VII nad Rusałką (południowy brzeg)
- Pomnik ofiar Fortu VII nad Rusałką (wschodni brzeg)
- Pomnik Ofiar obozu pracy dla Żydów w Poznaniu
- Pomnik SS Poznań
- Pomnik stulecia Polskiego Towarzystwa Krajoznawczego
- Dzwon Pokoju i Przyjaźni Między Narodami na Cytadeli
- Pomnik Edwarda Taylora
- Pomnik Zbigniewa Zakrzewskiego
- Stela Heinza Macka
- Nie-pomnik
- Obszar obrazów efemerycznych
- Dwie kobiety
- Paw
- Nierozpoznani
- 5 Figur
- Pomnik Marii Grzegorzewskiej

### Obiekty nieistniejące
- Pomnik nachodzki (1870–1919)
- Pomnik Friedricha Ludwiga Jahna (1885–1919)
- Pomnik Wilhelma I (1889–1919)
- Pomnik Fryderyka III (1902–1919)
- Pomnik Ottona von Bismarcka (1903–1919)
- Pomnik Najświętszego Serca Pana Jezusa (1932–1939)
- Pomnik Karola Świerczewskiego (1975–2009), Osiedle ks. Popiełuszki

### Obiekty przeniesione poza Poznań
- Pomnik Marcina Kasprzaka – z parku Marcina Kasprzaka (obecnego parku Wilsona) do Czołowa